# Fuji, Shizuoka
Fuji (japanska: 平塚市?, Fuji-shi) är en stad i Shizuoka prefektur i Japan. Staden fick stadsrättigheter 1966 och 
har sedan 2001
status som speciell stad
(japanska: 特例市?, Tokureishi) enligt lagen om lokalt självstyre.
Staden ligger vid floden Fujikawa strax söder om berget Fuji.
Yoshiwara-juku i den nuvarande staden Fuji var en av de ursprungliga shukuba (stationerna) på Tōkaidō, en av de fem stora färdlederna i Japan under Edoperioden.

## Kommunikationer
Fuji har en station, Shin-Fuji, på Tōkaidō Shinkansen som ger staden förbindelse med höghastighetståg till Tokyo och Nagoya - Shin-Osaka (Osaka).